# Tulane University
Tulane University er et privat universitet i New Orleans i delstaten Louisiana, USA. Det blev grundlagt som et offentligt, lægevidenskabeligt universitet i 1834 under navnet Medical College of Louisiana, og er det eneste universitet i USA, som er blevet privatiseret.
Universitet har et af de højeste antal undervisere pr. studerende i USA (1:8), da der i 2006 var 10.606 studerende og 1.319 videnskabeligt ansatte.
Undervisningen gives op til doktorgradsniveau.  Studierne og forskningen inden for lægevidenskab ved Tulane har betydelig national finansiering.  Der er også studieretninger inden for retsvidenskab, økonomi, arkitektur, informationsteknologi, ingeniørvidenskab og humaniora.
Nogle tidligere studerende ved Tulane er blandt andre Yahoo-grundlægger David Filo, politikeren Newt Gingrich, og tv-værten Jerry Springer.  
Den danske arkæolog Frans Blom var ansat ved universitetet, hvor han fra 1926 var leder af universitetets afdeling for Mellemamerika.

## Ekstern henvisning
- Tulane University Arkiveret 7. marts 2020 hos  Wayback Machine

29°56′07″N 90°07′22″V / 29.9353°N 90.1227°V